# Херлин, Никлас
Никлас Кустаа Харальд Херлин (фин. Niklas Kustaa Harald Herlin; 18 ноября 1963, Киркконумми, Уусимаа — 8 октября 2017, Ницца) — финский журналист, книгоиздатель, писатель и предприниматель. Основатель и председатель правления издательства Teos и издатель сетевой газеты Uusi Suomi. Член правления и второй по величине совладелец медиа-холдинга Alma Media.

## Биография
Родился 18 декабря 1963 года в Киркконумми, в Финляндии.
В начале карьеры работал в банковской сфере, владел большим пакетом акций концерна Kone, но отказался от большей части акций в результате спора с братом Антти Херлином. Был также одним из владельцев компании Cargotec.
С 1987 по 2001 год начал работать журналистом и был начальником отдела новостей в финских периодических изданиях — Kauppalehti (1987—1996), Suomen Kuvalehti и Iltasanomat (1997—2001). После этого он занимал должности внештатного журналиста в различных изданиях, публиковал книги и вел личный блог в издании Uusi Suomi.
Скончался скоропостижно 8 октября 2017 года в Ницце.

## Семья
- Отец — Пекка Херлин[англ.] (1932—2003) бывший директор концерна Kone.
- Брат — Антти Херлин (род. 1956), председатель совета директоров концерна Kone
- Был в разводе и имел двоих детей.